# 林八哥
林八哥（学名：Acridotheres grandis）为椋鸟科八哥属的鸟类。分布于印度、中南半岛以及中国大陆的云南、广西等地，主要生活于村寨附近的高大乔木上以及筑巢于大树上。该物种的模式产地在泰国曼谷。